# 天主教印第安纳波利斯总教区
天主教印第安納波利斯總教區（拉丁語：Archidioecesis Indianapolitana）是美國一個羅馬天主教教省總教區，也是該國三十二個總教區之一。
總教區管轄範圍包括印第安納州中部和東南部共三十八縣，並轄四個教區，面積35,768平方公里。總教區有22萬1569名教友（截至2015年）和122個堂區（截至2017年）。現任總主教為嘉祿·C·托姆普森。
溫森斯教區於1834年5月6日成立，1898年3月28日易名為印地安納波利斯教區，1944年10月21日升為總教區。